# Reiningue
Reiningue é uma comuna francesa na região administrativa de Grande Leste, no departamento Alto Reno. Estende-se por uma área de 18,49 km². Em 2010 a comuna tinha 2 006 habitantes (densidade: 108,5 hab./km²).